# 관덕정 (대구시)
관덕정(觀德亭)은 현재 대구광역시 남구 대명11동 산306번지에 위치한 국궁 활터이다.
일제강점기인 1935년 5월 24일자 동아일보에는 제4회 전조선 궁도대회(全朝鮮弓道大會)가 대구궁도회 관덕정 주최와 동아일보사 대구지국의 후원으로 25일부터 29일까지 개최되었다는 소식을 전하고 있는데(다만 27일은 비로 인해 휴회한 관계로 예정이 하루 늦어짐), 개성과 경성을 비롯한 영호남에서 2백여 명의 궁사가 모였고, 여기에 대구 출신의 활량(궁사) 50여 명을 더해 3백 명에 가까운 사수가 활쏘기 대회를 벌였다. 마지막 날이었던 29일은 경성 및 경북도내의 참가회원을 홍군으로, 경남 및 전라 등 기타 방면의 회원을 청군으로 나누어 편사(便射)를 했는데 결과는 청군의 승리로 끝이 났다.
대회 전체 시합 결과는 광양에서 온 이문화(李文華)가 1등을 차지했고, 남해에서 온 정상두(鄭常斗)와 여수에서 온 김정규(金正奎)가 2등, 통영에서 온 양기수(梁基守)와 울산에서 온 박지하(朴志廈), 경주에서 온 홍용구(洪龍九) 세 사람이 3등을 차지하였는데, 동아일보는 특히 여자 활량의 성적이 좋았음을 이채로운 점으로 들며, 여사(女射) 즉 여자 부문에서 1, 2, 3등을 차지한 진주 출신의 금월색(金月色)과 마산에서 온 한석란(韓石蘭), 3등이 된 경주 출신 송죽(松竹)의 이름을 소개하고 있다.

## 같이 보기
- 대한민국의 궁도 경기장 목록